# Pulpitum

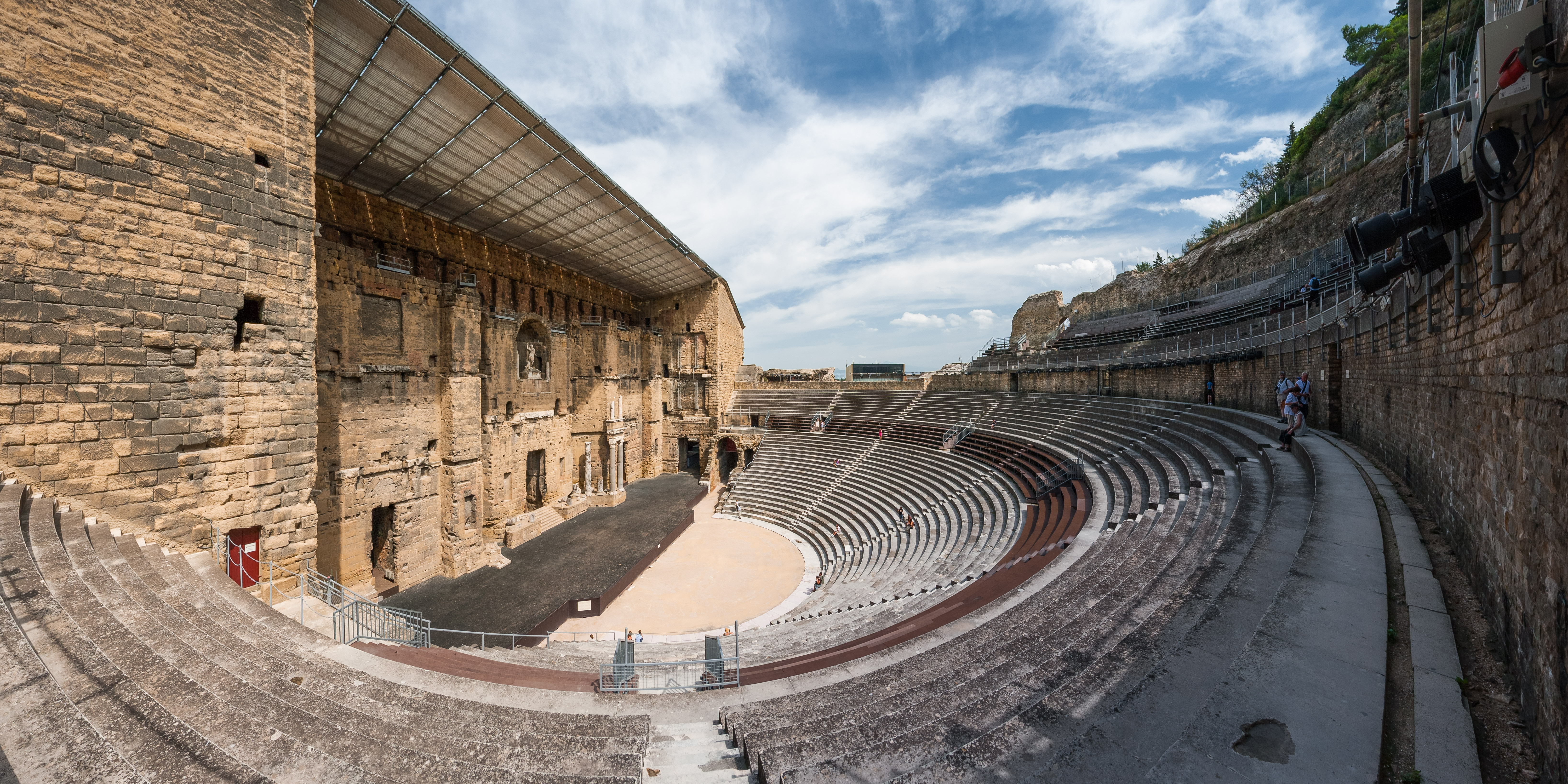
Rzymski teatr w Orange we Francji (2008)

Pulpitum – w teatrze rzymskim miejsce przed skene. Na nim odbywały się przedstawienia teatralne. W teatrach greckich miejsce przed skene nazywało się proskenionem.